# نبيل راجو
نبيل راجو (بالإنجليزية: Nabil Rajo)‏ ممثل إريتري كندي. اشتهر بتمثيله في فيلم (Boost)، الذي فاز عنه بجائزة الشاشة الكندية لأفضل ممثل في حفل توزيع جوائز الشاشة الكندية السادسة، كما حصل على ترشيح (Prix Iris) في فيلم (Revelation of the Year) في الدورة العشرين من جوائز سينما كيبيك.

## مسيرته
ولد نبيل راجو في أسمرة بإريتريا. هاجر مع عائلته إلى كندا وهو في السادسة من عمره.
في عام 2017، حصل على ترشيح لجائزة (Dora Mavor Moore) للأداء المتميز. وقد ظهر أيضًا في أدوار داعمة أو ضيف في عدة مسلسلات، مثل رجل يبحث عن امرأة و(Remedy) وسوتس و(Rookie Blue).

## روابط خارجية
- نبيل راجو على موقع IMDb (الإنجليزية)